# Comarca Noroeste (Gran Canaria)
Die Comarca Noroeste ist eine der zwölf Comarcas in der Provinz Las Palmas.
Die im Nordwesten der Insel Gran Canaria gelegene Comarca umfasst vier Gemeinden auf einer Fläche von 181,55 km².

## Gemeinden
| Gemeinde                            | Einwohner (2024) | Fläche km² | Dichte Einw./km² | Cod INE | Postleitzahl                       |
| ----------------------------------- | ---------------- | ---------- | ---------------- | ------- | ---------------------------------- |
| Agaete                              | 5.670            | 45,50      | 125              | 35001   | 35480, 35489                       |
| Gáldar                              | 24.811           | 61,59      | 403              | 35009   | 35350, 35460, 335468, 35469, 35488 |
| Moya                                | 7.987            | 31,87      | 251              | 35013   | 35413, 35420–35423                 |
| Santa María de Guía de Gran Canaria | 14.135           | 42,59      | 332              | 35023   | 35450                              |
| Comarca Noroeste (Gran Canaria)     | 50.579           | 181,55     | 279              | –       | –                                  |

## Nachweise
1. ↑  Instituto Nacional de Estadística Municipal Register of Spain
2. ↑  Regionen und Großregionen der Kanarischen Inseln, territoriale Abgrenzungen für statistische Zwecke